# Port Vila

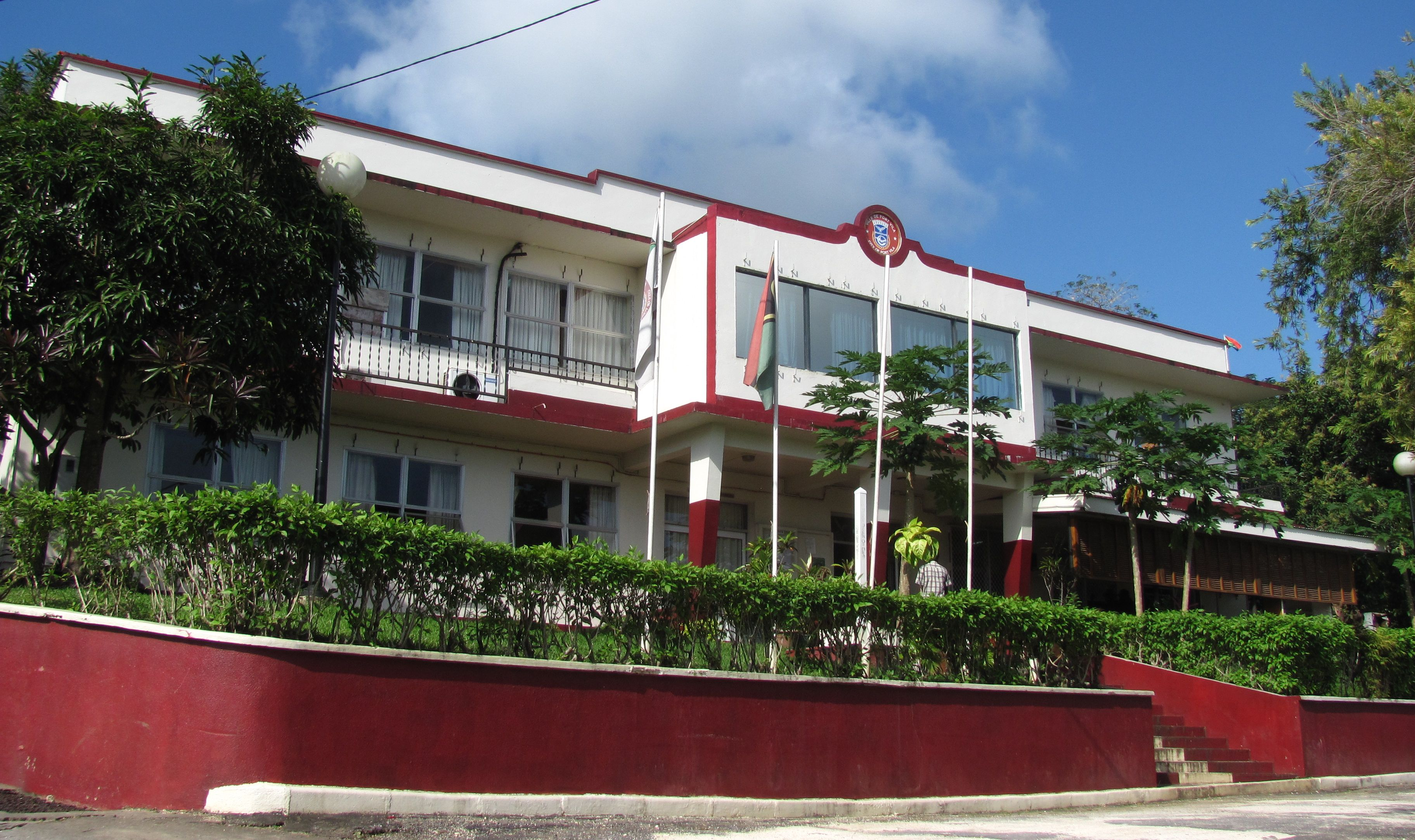
Rathaus, Port Vila

Port Vila ist die Hauptstadt des Pazifikstaates Vanuatu. Sie liegt an der Südwestküste der Insel Efate in der vanuatuischen Provinz Shefa. Die Stadt hat (Stand 2009) 44.000 Einwohner.

## Wirtschaft und Verkehr
Port Vila ist das wirtschaftliche Zentrum von Vanuatu. Dort befinden sich der wichtigste Hafen des Landes und mit dem Flughafen Bauerfield auch der wichtigste Flughafen.
Der Hafen Port Vilas wird des Öfteren von australischen Kreuzfahrtschiffen angelaufen. Der Schiffsanleger für die Kreuzfahrtschiffe liegt drei Kilometer westlich der Stadt.
Ein reguläres Stadtbusnetz mit festen Routen, Fahrplänen oder Liniennummern besteht in Port Vila nicht. Die Busse verschiedener privater Firmen fahren je nach Bedarf unterschiedliche Strecken.

## Geschichte
Im 17. Jahrhundert kamen als erste Europäer portugiesische Seefahrer auf die Insel. Es bildete sich in der Folgezeit eine kleine Siedlung heraus, die schlicht als die Vila (portugiesisch für Kleinstadt) bezeichnet wurde. Port Vila wurde 1906 Sitz der französischen, dann englischen und schließlich gemeinsamen Kolonialverwaltung.
Ende 1959 wurde die Stadt, die zu diesem Zeitpunkt 2500 Einwohner zählte, von einem Wirbelsturm zu 60 % zerstört.
Nahe der Stadt wurden im Herbst 2004 in einer Begräbnisstätte 25 Gräber mit drei Dutzend menschlichen Skeletten der Lapita-Kultur sowie Töpferware aus dem Jahre 1200 v. Chr. gefunden.
Während des Zweiten Weltkriegs wurde Port Vila von den US-amerikanischen Streitkräften als wichtiger Luftwaffenstützpunkt im Pazifik genutzt, was auch den Namen des Flughafens (Bauerfield International Airport) erklärt.
1987 wurde die Stadt durch den Zyklon „Uma“ schwer beschädigt. Eines der Wahrzeichen der Stadt, das Gebäude des Supreme Courts, sowie die dort lagernden Gerichtsakten wurden in der Nacht vom 6. auf den 7. Juni 2007 durch ein Feuer vollständig zerstört.  Am 14. März 2015 wurden in Port Vila 90 % aller Gebäude durch den Zyklon „Pam“ zerstört oder stark beschädigt.

## Architektur
Zu den markantesten Gebäuden der Stadt zählt das 1992 mit chinesischer Hilfe erbaute Parlamentsgebäude. Vor dem Eingang steht eine überlebensgroße Bronzeskulptur einer Ni-Vanuatu-Familie. Gegenüber dem Parlament wurde ein weiteres Denkmal aus geschnitzten Totempfählen errichtet.
Ein weiteres markantes Bauwerk Port Vilas ist die Kathedrale Sacre Coeur, die Domkirche des Bistums Port-Vila. Unweit der Kathedrale wurde für die vietnamesische Bevölkerung 1954 die kleine Kirche Porte du Ciel erbaut. Beachtenswert sind außerdem die Presbyterianische Kirche am Independence Park, die kleinere Church of Christ in der Nähe des Krankenhauses sowie die Kirche Eglise de l’Assomption mit angeschlossenem Kloster im Süden der Stadt.
Das Rathaus wurde an einem Hang erbaut, von dem aus sich ein schöner Blick über Stadt und Hafen sowie zur vorgelagerten Insel Iririki bietet. Ein ähnlich eindrucksvoller Blick bietet sich vom Denkmal für die im Zweiten Weltkrieg Gefallenen, das auf einer Rasenfläche vor der Reserve Bank of Vanuatu errichtet wurde.
An der Hauptpost am Lini Highway, der belebten Hauptgeschäftsstraße der Stadt, sind die farbenfrohen Reliefs und Wandgemälde von Aloi Pilioko, eines der bedeutendsten zeitgenössischen Künstler des südpazifischen Raumes, beachtenswert. Ein weiteres Wandgemälde dieser Art befindet sich an einem Verwaltungsgebäude gegenüber der nicht minder besuchenswerten Markthalle. In der Pilioko Art Gallery etwa 5 km südlich der Stadt sind weitere Werke des Künstlers sowie Kunstwerke von anderen Inseln des Pazifik zu sehen.
Auch die Gebäude der University of the South Pacific, deren Baustil sich teilweise an die traditionelle Architektur Melanesiens anlehnt, lohnen einen Besuch.

## Kulturelle Einrichtungen

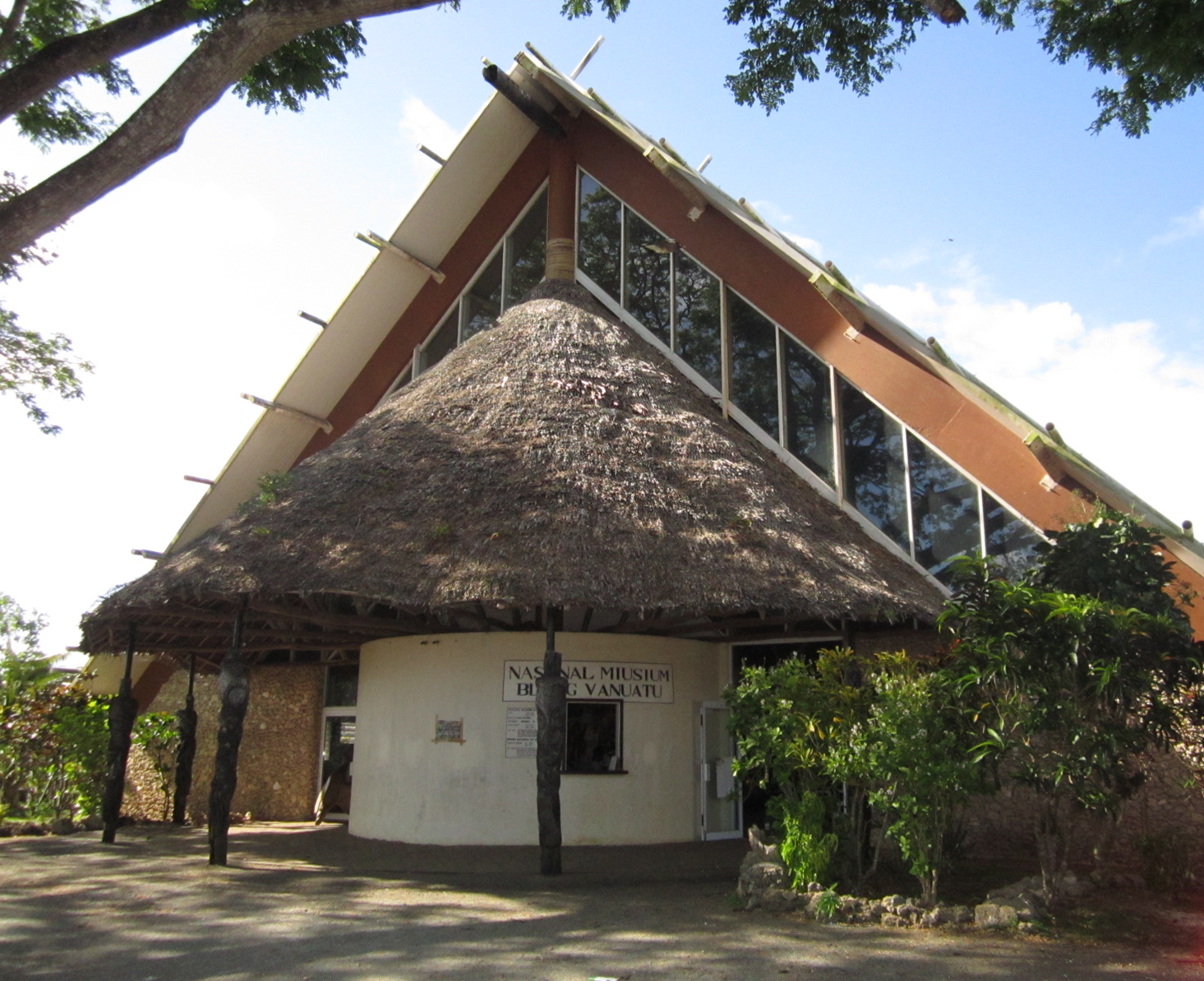
Nationalmuseum Vanuatu Cultural Centre

Als Nationalmuseum und Kulturzentrum Vanuatus dient das Vanuatu Kaljoral Senta, in dem u. a. Keramik der Lapita-Kultur ausgestellt ist. Auch die traditionellen Sandzeichnungen Vanuatus werden hier erläutert und vorgeführt. 2002, nach der Teilnahme des Malers Ingo Kühl an einer Expedition des Cultural Center zu Zeremonien der Indigenen auf Malakula wurden dessen dort entstandenen Arbeiten im Nationalmuseum von Vanuatu in einer Ausstellung gezeigt und anschließend im Ethnologischen Museum Berlin.
Am östlichen Stadtrand liegt das einem Freilichtmuseum ähnelnde Ekasup Cultural Village. Im Zentrum der Stadt befinden sich eine englische und eine französische Bibliothek.

## Grünflächen
Zwischen der Hauptgeschäftsstraße Lini Highway und der Bucht Vila Bay dehnt sich der belebte und gepflegte Seafront Park mit Rasenflächen, Teichen und Blumenrabatten aus. Von hier bietet sich ein eindrucksvoller Blick auf die der Hauptstadt vorgelagerten Inseln Ifira und Iririki. Auf Iririki ist die frühere Residenz des britischen Gouverneurs sehenswert.
Der Independence Park am östlichen Rand der Innenstadt, um den herum sich verschiedene Ministerien und Behörden gruppieren, verfügt über eine große Rasenfläche mit einer Tribüne. Hier finden Sportwettkämpfe und kulturelle Veranstaltungen statt. Der Independence Park erhielt seinen Namen 1990 anlässlich der Feierlichkeiten zum 10. Jahrestag der Unabhängigkeit Vanuatus.
Im Gegensatz dazu ist der parkähnlich angelegte städtische Friedhof nordöstlich der Innenstadt eine Oase der Ruhe, in der die im typisch chinesischen Stil angelegten Gräber der chinesischen Minderheit einen auffälligen Kontrast zu den mit Blumen reich verzierten Gräbern der christlichen Bevölkerungsmehrheit darstellen.

## Galerie

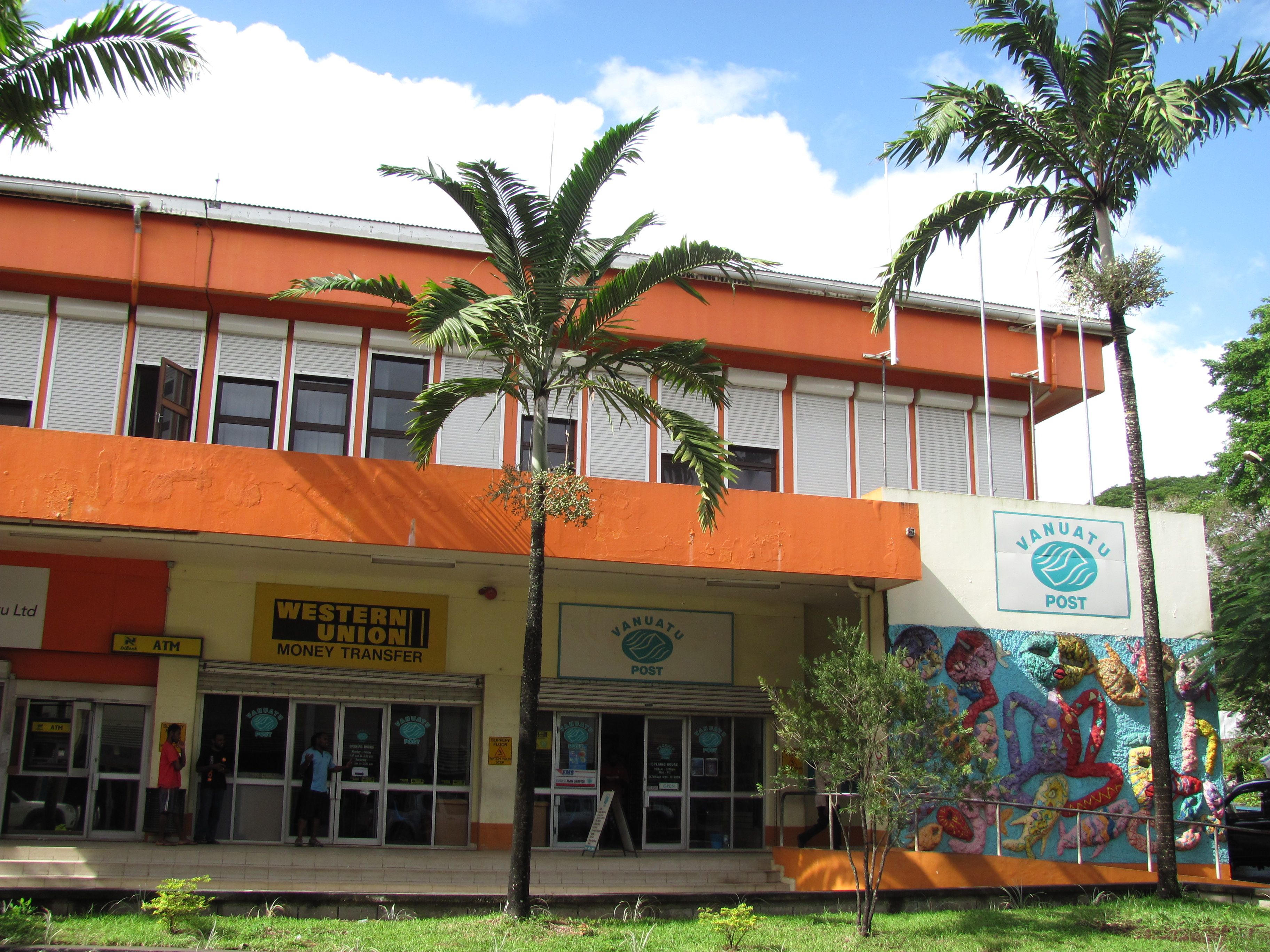
Wandmalereien und Reliefs an der Hauptpost
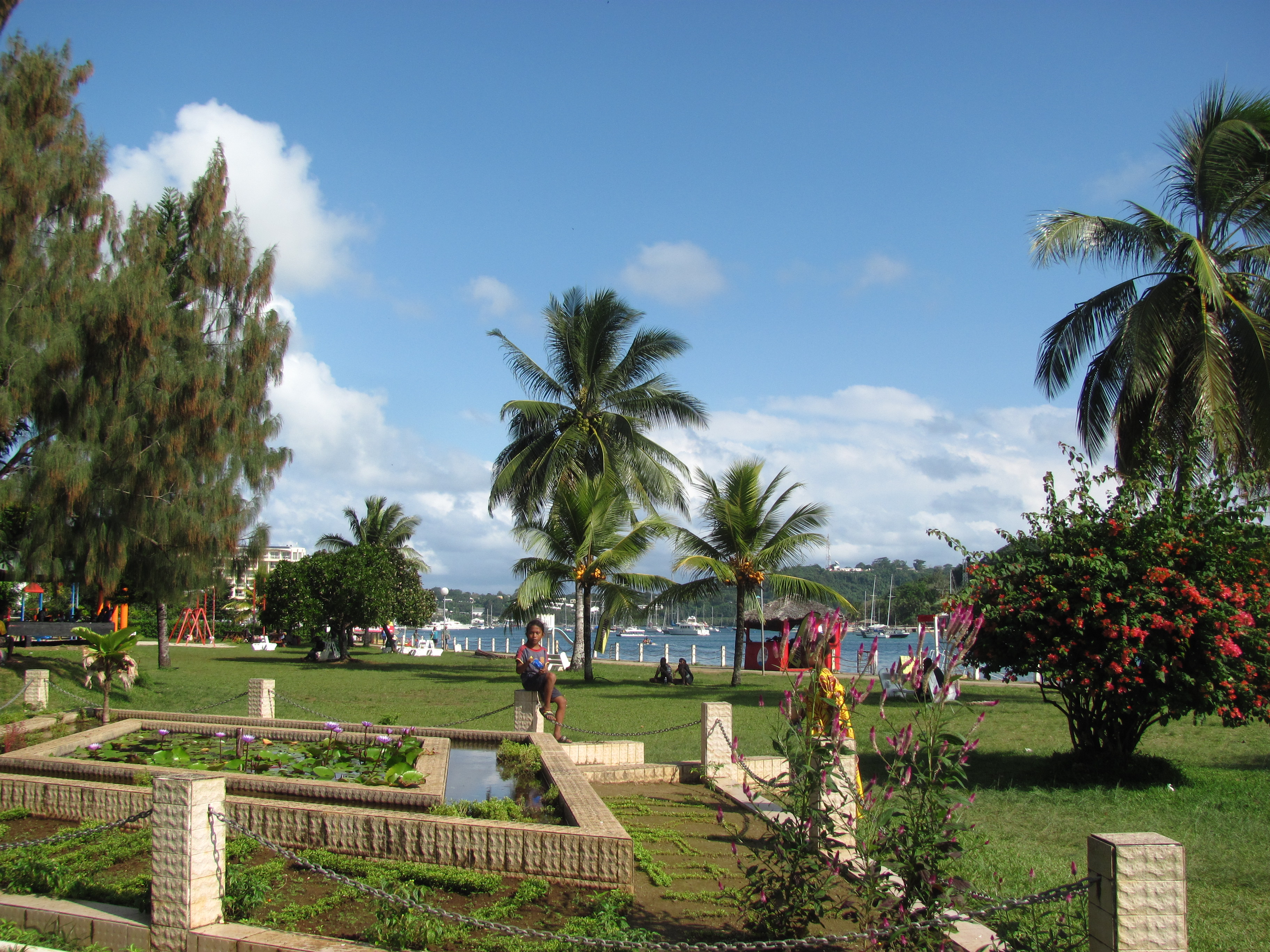
Seafront Park
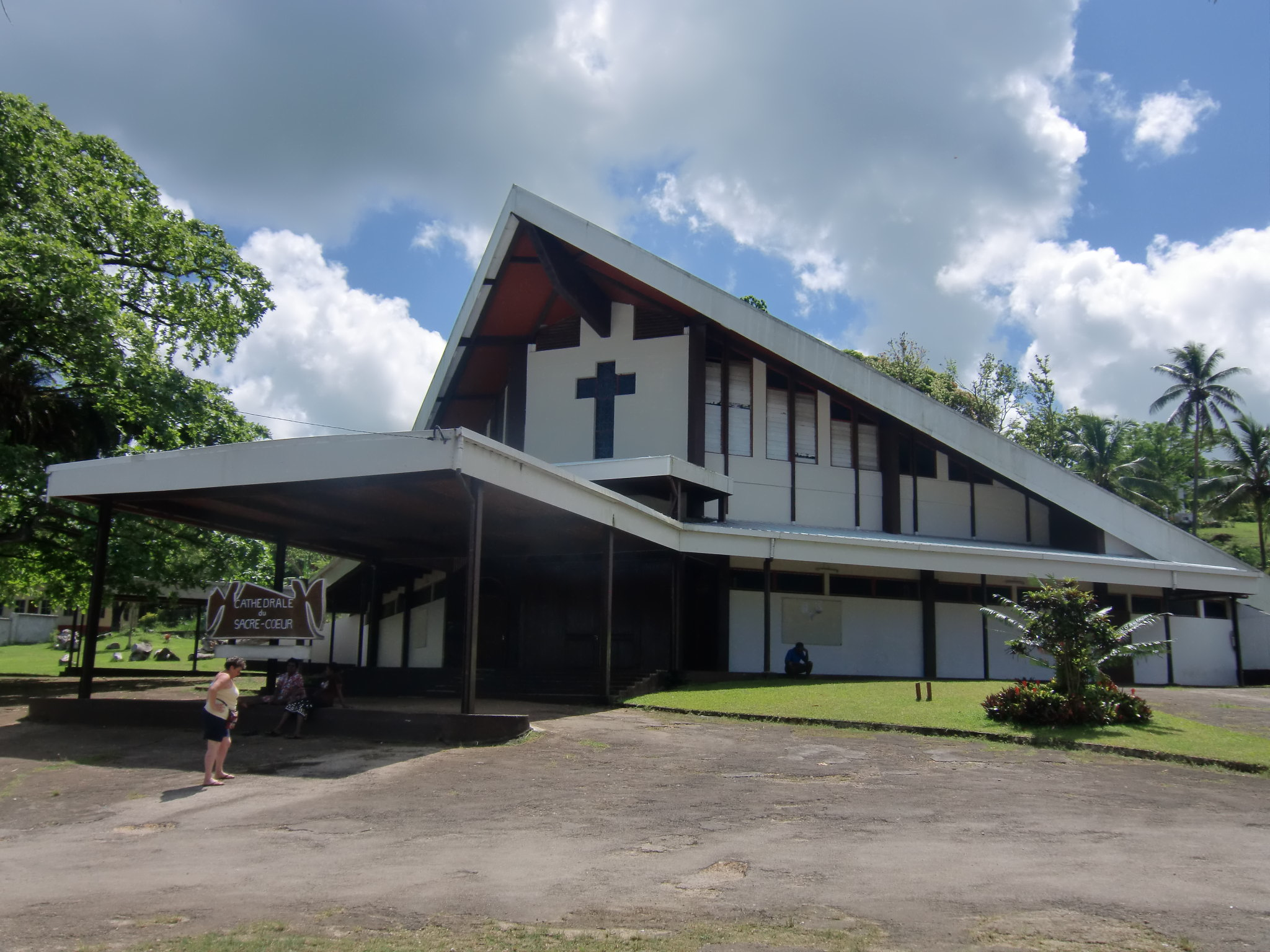
Kathedrale Sacre Coeur
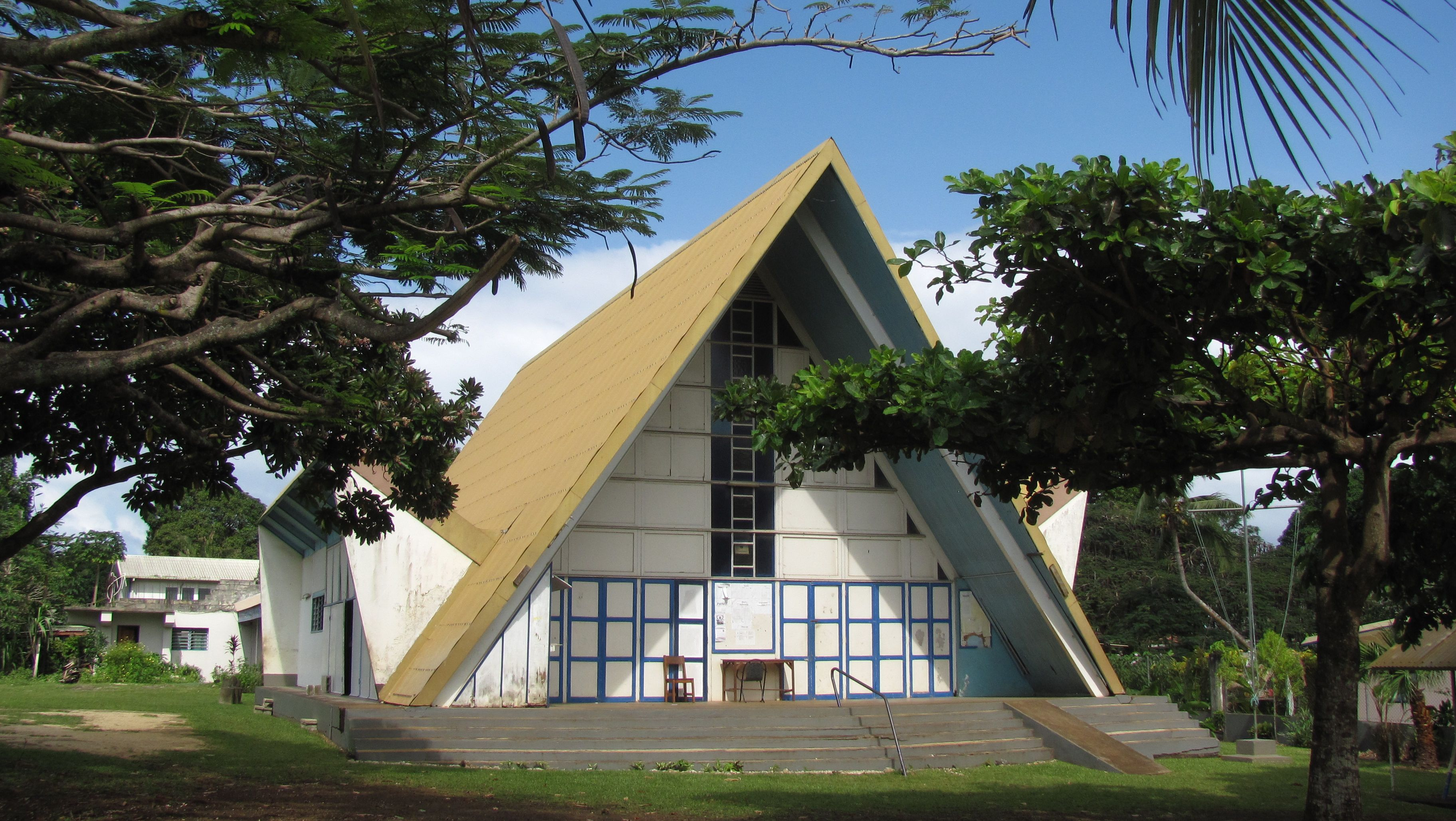
Presbyterianische Kirche
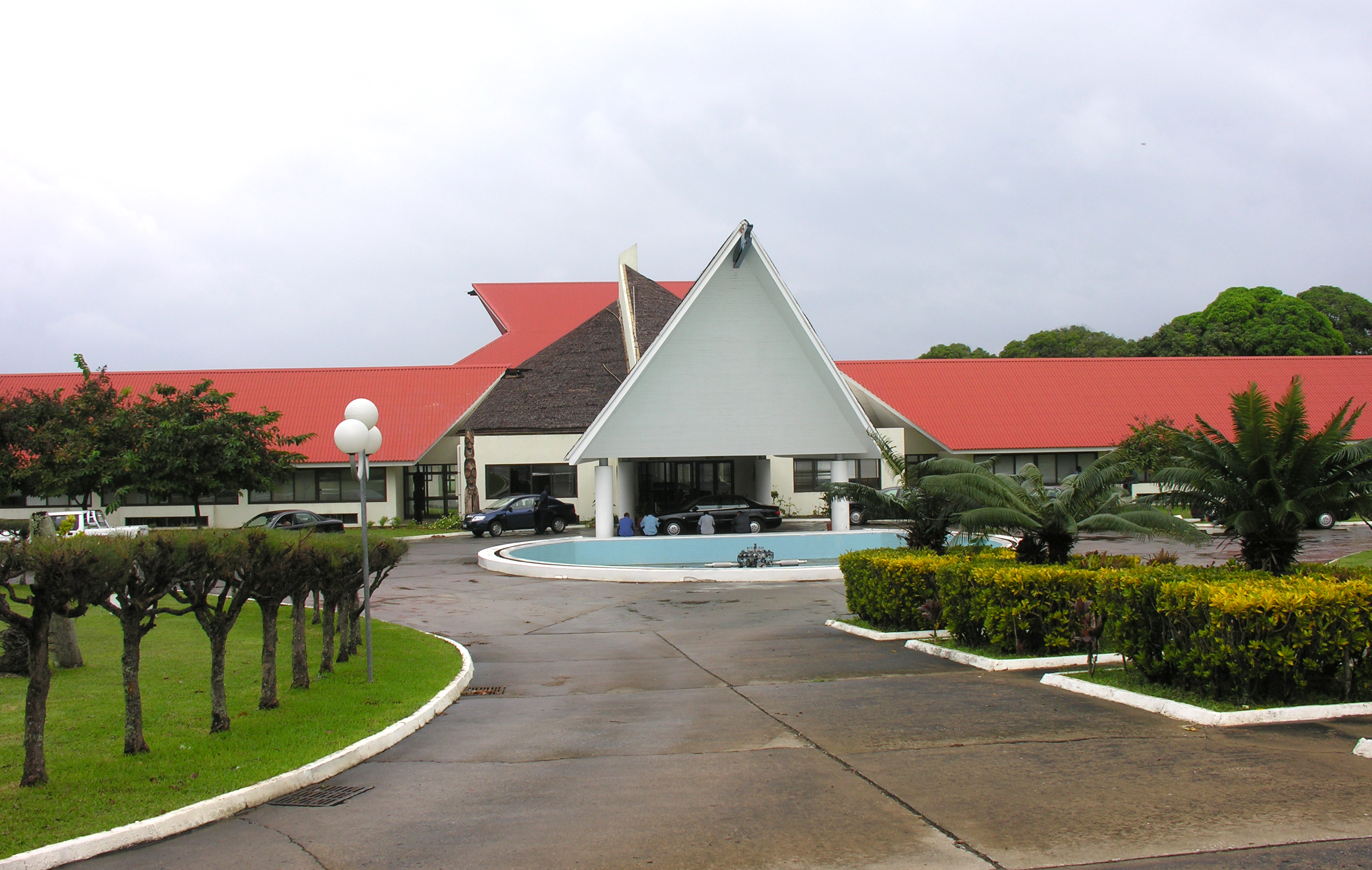
Parlament von Vanuatu
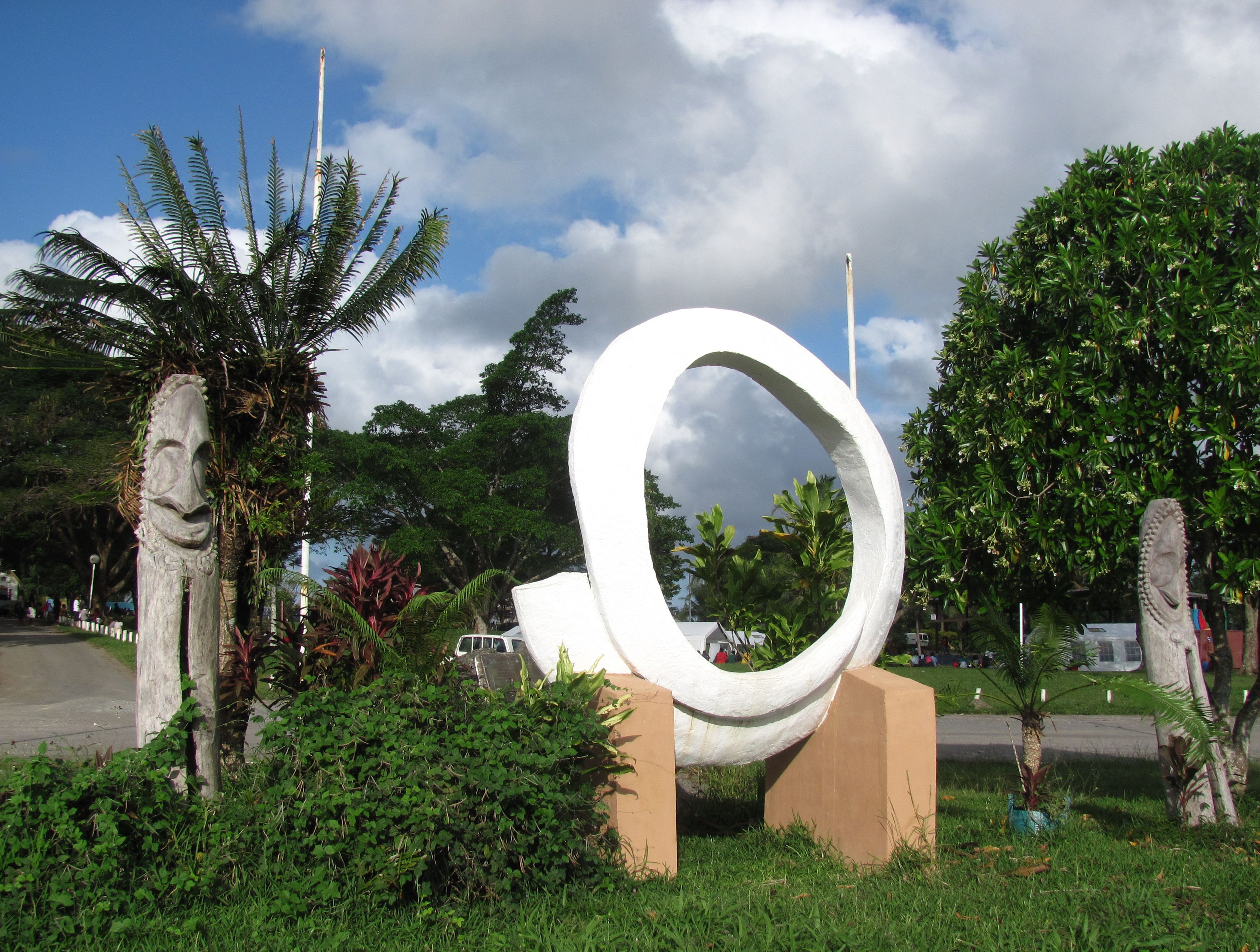
Denkmal gegenüber dem Parlament
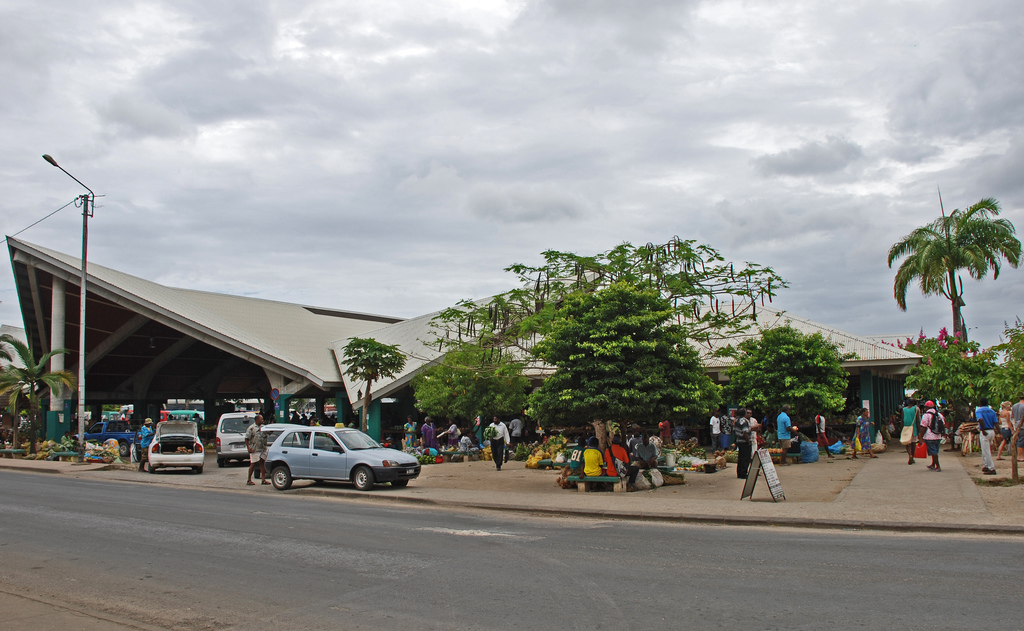
Markthalle

## Söhne und Töchter der Stadt
- Baptiste Firiam (* 1971), Sprinter
- Janice Alatoa (* 1988), Leichtathletin
- Brian Kaltak (* 1993), Fußballspieler
- Alex Saniel (* 1996), Fußballspieler
- Jason Thomas (* 1997), Fußballspieler
- John Wohale (* 1997), Fußballspieler
- Alick Worworbu (* 1997), Fußballspieler
- Timothy Boulet (* 1998), Fußballspieler
- Jonathan Spokeyjack (* 1998), Fußballspieler
- Jayson Timatua (* 1998), Fußballspieler
- Joe Moses (* 2002), Fußballspieler